# Александров, Георгий Моисеевич
Гео́ргий (Ю́рий) Моисе́евич Алекса́ндров (22 июня 1914, Москва — 7 сентября 1990, Таруса, Калужская область) — советский поэт и переводчик.

## Биография
Окончил 1-й Московский медицинский институт (1938).
Участник Великой Отечественной войны в составе различных медсанбатов: командир взвода, ординатор, ведущий хирург. Участник Московской битвы, Белорусской, Кенигсбергской и Харбино-Гиринской наступательных операций. Награждён орденом Красной Звезды, медалями. Инвалид войны 2-й группы.
Много лет жил и работал в Тарусе.
Первые стихи опубликовал в альманахе «Смоленск» в 1944. Переводил стихи Эмиля Верхарна, а также индонезийских поэтов (в частности, Амарзана Исмаила Хамида. Член Союза писателей СССР (1974).

## Награды
- Орден Отечественный войны
- Орден Красной Звезды
- Медаль «За победу над Японией»[источник не указан 1497 дней]